# Roger Ier de Montgommery
Pour les articles homonymes, voir Roger Ier et Montgommery.
Roger Ier de Montgommery (ou Montgomery, Montgoméri), mort avant 1048, fut un seigneur normand du XIe siècle.

## Biographie
D'ascendance incertaine, Roger Ier de Montgommery est un seigneur possessionné dans le centre de la Normandie. Il fait partie de la coterie de jeunes nobles qui gravitent vers 1026 autour du comte d'Hiémois, Robert. Ce dernier devient duc de Normandie en 1027, à la mort de son frère Richard III de Normandie. Il nomme alors Roger vicomte d'Hiémois (ou d'Exmes).
Comme son duc Robert le Magnifique, Roger de Montgommery s'enrichit en dépouillant l'Église. Il tente par exemple de détruire le marché que les moines de Jumièges ont à Vimoutiers pour le remplacer par un autre qu'il installe sur ses terres, à Montgommery (aujourd'hui Saint-Germain-de-Montgommery et Sainte-Foy-de-Montgommery). Le duc ferme les yeux puis réagit sous la pression de l'abbé de Jumièges et de l'archevêque de Rouen. Dans un premier temps, Robert le Magnifique détruit le marché de Montgommery et restaure celui des moines. Puis, il finit par autoriser la création d'un second marché sur les terres de Roger.
Il est le fondateur d'une collégiale à Troarn. Plus tard, en 1059, son fils Roger II de Montgommery chassera ses occupants (douze chanoines dont la discipline laissait à désirer) et y installera une communauté de moines, fondant ainsi l'abbaye Saint-Martin de Troarn.
Après la mort de Robert le Magnifique en 1035, Roger ne semble plus en faveur. Guillaume de Jumièges explique qu'il est exilé à la cour du roi des Francs Henri Ier, « à cause de sa perfidie ». On suppose qu'il a dû se rebeller contre l'autorité du nouveau et très jeune duc, Guillaume le Bâtard (futur Guillaume le Conquérant).
Parmi ses cinq fils, restés en Normandie, l'un d'eux, Guillaume, assassine Osbern, le sénéchal du duc, vers 1040, croyant tuer le jeune héritier du duché. Mais son petit-fils Roger II de Montgommery, bras droit de Guillaume le Bâtard, poursuivra le renom de la famille.

## Généalogie
On ne connaît pas son épouse. Peut-être une certaine Agnès, sœur de Gonnor, épouse de Richard Ier de Normandie, duc de Normandie.
Enfants (d'après Guillaume de Jumièges) :
- Hugues de Montgommery, époux de Josceline de Bolbec, fille d'Osbern de Bolbec et de Wévie, sœur de Gonnor, épouse de Richard Ier, duc de Normandie ;
- Robert de Montgommery ;
- Roger II de Montgommery ;
- Guillaume de Montgommery, assassin du sénéchal Osbern et lui-même assassiné par le prévot Barnon de Glos ;
- Gilbert de Montgommery.